# Science
Science är en amerikansk fackvetenskaplig tidskrift som ges ut av American Association for the Advancement of Science (AAAS) sedan 1880 och idag är en av världens mest prestigefyllda vetenskapliga tidskrifter. Den tryckta tidskriften, som kommer ut en gång i veckan, har ungefär 130 000 prenumeranter. Eftersom många prenumerationer delas av forskningsinstitutioner, och artiklar också finns tillgängliga elektroniskt, beräknas det totala antalet läsare till en miljon.
Tidskriftens huvudsakliga innehåll är naturvetenskaplig forskning som bedöms ha stor betydelse, och översiktsartiklar som sammanfattar tillståndet inom ett forskningsfält. Dessutom ingår naturvetenskapsrelaterade nyheter, ledarspalter om forskningspolitik med mera. Till skillnad från de flesta andra fackvetenskapliga tidskrifter täcker Science och dess konkurrent Nature alla grenar av naturvetenskapen, men lägger särskild vikt vid biologi och andra livsvetenskaper för att återspegla den kraftiga tillväxten inom bioteknik och genetik under de senaste årtiondena. Tidskriftens impact factor 2014 var 33,611 enligt Thomson ISI.
Trots att Science är AAAS:s tidskrift är medlemskap i AAAS inget krav för att få en artikel publicerad. Däremot är det svårt att få in en artikel av andra skäl – eftersom artiklar i Science refereras så ofta kan de leda till uppmärksamhet och steg uppåt i karriären för författarna, och färre än 10 % av de insända artiklarna accepteras för publicering. Alla artiklar genomgår peer review innan de publiceras.
Huvudredaktionen finns i Washington DC, ett annat kontor i Cambridge i Storbritannien.